# Michael Brandt (pentatleta)
Carl Michael Christopher Brandt (Stoccolma, 27 giugno 1976) è un pentatleta svedese.

## Palmarès
In carriera ha conseguito i seguenti risultati:
- Mondiali:

Pesaro 2000: bronzo nel pentathlon moderno a squadre.
Millfield 2001: argento nel pentathlon moderno staffetta a squadre.
- Europei

Usti nad Labem 2003: bronzo nel pentathlon moderno staffetta a squadre.